# Aérodrome de Lambaréné
L'aérodrome de Lambaréné est un aéroport desservant la ville de Lambaréné dans la province du Moyen-Ogooué au Gabon. La piste a et 380 mètres supplémentaires (1 250 pi) de dépassement non pavé à l’extrémité nord-est.
La balise non directionnelle Lambarene (Ident: LB) est située au sud-ouest du champ.